# BroadwayWorld
BroadwayWorld là một trang web tin tức sân khấu có trụ sở tại Thành phố New York. BroadwayWorld đưa tin về các vở kịch Broadway, Off-Broadway, tin tức khu vực và quốc tế. Trang web này đăng tải các tin tức sân khấu, đồng thời phỏng vấn, đánh giá về các nội dung khác liên quan đến sân khấu. Trang web cũng bao gồm một bảng tin trực tuyến cho những người hâm mộ sân khấu.

## Lịch sử
Trang web được thành lập vào năm 2003 để đưa tin về sân khấu. Tính đến tháng 9 năm 2018, trang web có lượng độc giả là 5,5 triệu lượt truy cập trực tuyến hàng tháng và được Alexa PageRank xếp hạng thứ 16.156 trên toàn thế giới. Trang web này cũng sáng lập ra các giải thưởng và cuộc thi do người hâm mộ bình chọn hàng năm liên quan đến nhiều hạng mục sản xuất khác nhau.
BroadwayWorld đã thêm luật minh bạch tiền lương vào tháng 3 năm 2021 do sự ủng hộ của On Our Team và Costume Professionals vì bình đẳng tiền lương.